# Gowd Ab Ashtar
Gowd Ab Ashtar (em persa: گودآب اشتر, também romanizada como Gowd Āb Āshtar) é uma aldeia do distrito central do condado de Abadeh, na província de Fars, no Irã. Segundo o censo de 2006, sua população era de 10, em 5 famílias.